# Осинка (приток Иванырса)
Осинка — река в России, протекает по Лунинскому району Пензенской области. Левый приток реки Иванырс.

## География
Река Осинка берёт начало западнее лесничества Вазерское. Течёт на север через леса вдали от населённых пунктов. Устье реки находится в 15 км от устья Иванырса по левому берегу. Длина реки составляет 13 км.

## Данные водного реестра
По данным государственного водного реестра России относится к Верхневолжскому бассейновому округу, водохозяйственный участок реки — Сура от Сурского гидроузла и до устья реки Алатырь, речной подбассейн реки — Сура. Речной бассейн реки — (Верхняя) Волга до Куйбышевского водохранилища (без бассейна Оки).